# Lactobacillus acetotolerans
Lactobacillus acetotolerans è una specie di batterio appartenente alla famiglia delle Lactobacillaceae.